# Historia de Villarrobledo

Escudo oficial de la ciudad de Villarrobledo.

La historia de Villarrobledo (España) está fuertemente condicionada por el establecimiento -en el solar que hoy ocupa la ciudad- de todos los moradores del medieval Villarejo de San Nicolás, en un proceso paulatino que termina a finales del siglo XIII. No obstante y aunque hubo vacíos demográficos, existen indicios de que pudo haber poblamiento (al menos de época romana) en ambas localizaciones, bien como establecimientos viarios (Mansio o Mutatio) o bien como entidades poblacionales menores (Vicus o Villae).
Sin embargo, dentro del actual término municipal existen vestigios sólidos de casi todas las culturas históricas que han poblado la península ibérica, atestiguando poblamientos, más o menos estables e importantes, desde el Paleolítico Inferior.

## Prehistoria
En Villarrobledo existe una interesante muestra de vestigios arqueológicos de diversas etapas, con cerca de una veintena de localizaciones seguras de interés. Entre otras causas, esta circunstancia deviene, en primer lugar, de la gran extensión que tiene dicho término (861,25 km² aproximadamente la extensión del área metropolitana de Nueva York, el doble que la de un País como Andorra o la mitad que la de una provincia como Guipúzcoa), su situación estratégica dentro de las rutas por las que han transitado o se han establecido la mayoría de culturas que han dejado su impronta en la península ibérica o la existencia de parajes con condiciones aptas para el asentamiento de poblaciones estables a través de los siglos. Sin embargo, la práctica totalidad de estos yacimientos están muy deficientemente catalogados y estudiados y han sido fruto -en muchas ocasiones- de hallazgos casuales. Si se estableciera un estudio detallado y sistemático de cualquiera de ellos y se comprendiera la red de relaciones entre sí y con otros asentamientos cercanos; con seguridad, el panorama arqueológico de la zona, bastante prometedor de por sí, cambiaría radicalmente y se podrían producir nuevos hallazgos.

### Paleolítico Inferior
Hasta la fecha, se ha probado que la presencia de los primeros homínidos dentro del término municipal de Villarrobledo se puede remontar a finales del Achelense Superior (Paleolítico Inferior). En los complejos de terrazas de la Cañada de Valdelobos situados al norte del término (La Jaraba), se han encontrado ejemplares (raederas, limazas, bifaces, etc.) de industria lítica, trabajados sobre núcleos o lascas y correspondientes a dicho período. Estas muestras constituyen una de las manifestaciones humanas más antiguas encontradas en la provincia y se encuentran depositados en el museo provincial.

### Paleolítico Medio

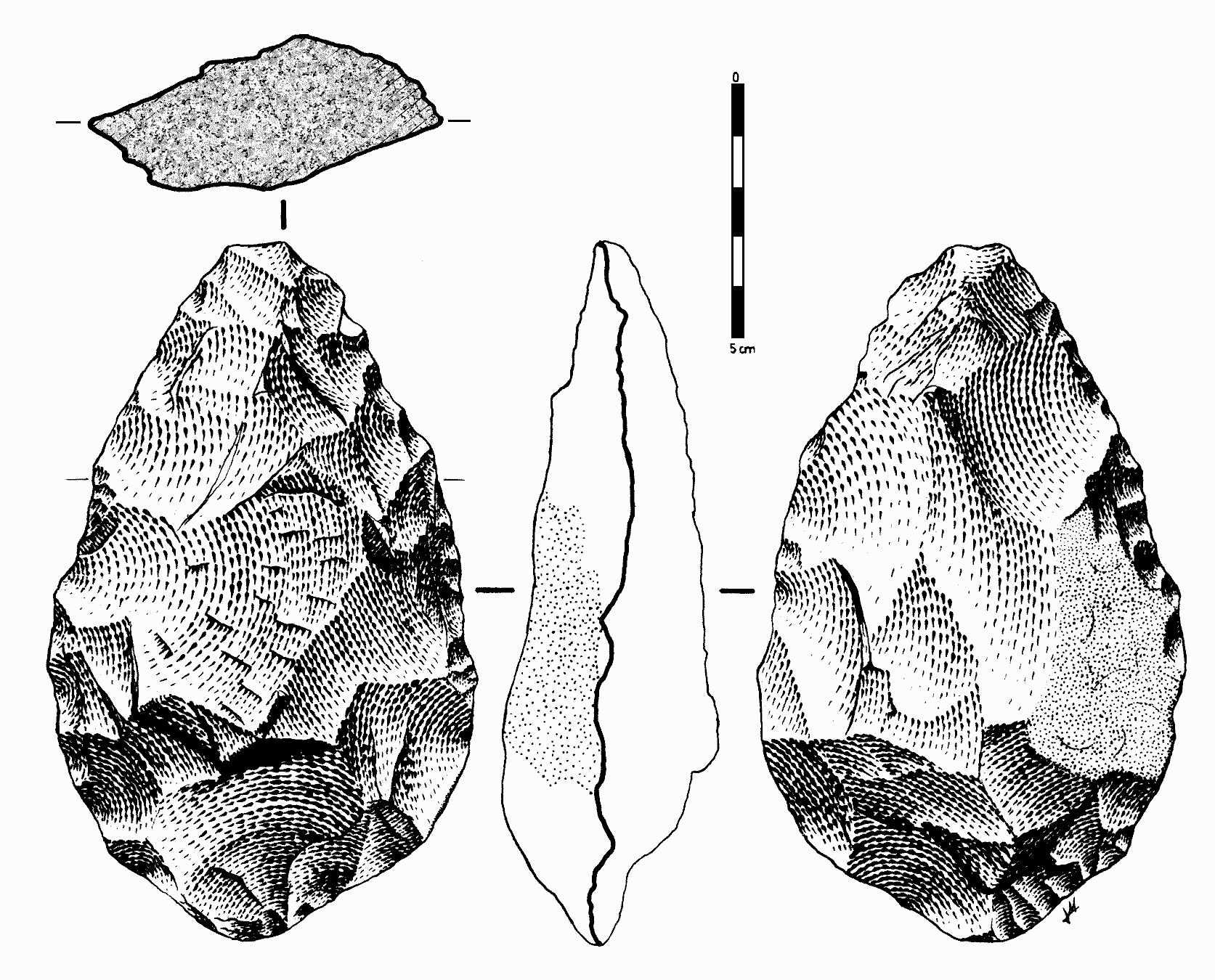
Bifaz Achelense.

Sin embargo, son más abundantes en el término municipal los vestigios correspondientes a etapas posteriores -Paleolítico Medio-, contabilizándose hasta cinco yacimientos diferentes (La Capitana- norte, Castellanos, Las Beatas- sur, Pajarón y Malagana- sur), documentados y datados en el período Musteriense, situados en los complejos de terrazas de los ríos Córcoles y Sotuélamos y la Cañada- Río de Valdelobos, cursos fluviales de mayor importancia en otras épocas que en la actual. Por su tipología, estos yacimientos han sido emparentados con otros similares dentro del marco genérico del llamado Paleolítico Medio del Alto Guadiana. La cronología de esta cultura avanza hasta el 40 000 a. C. y se atribuye, principalmente, al Hombre de Neandertal. En un estudio reciente en curso,  se apunta la posible existencia de un sexto yacimiento Musteriense más (Los Minayas) y un séptimo sin adscripción cronológica fiable (Los Santos) en los límites con el término municipal de Socuéllamos.

### ¿Primer vacío demográfico?
Entre el Paleolítico Medio y la Edad del Bronce parece existir un enorme vacío demográfico en la zona, a tenor de la escasez de datos que se tiene sobre hallazgos arqueológicos. Sin embargo y como quiera que no se han efectuado trabajos de prospección exhaustivos; algunos hallazgos dudosos de industria lítica podrían sugerir poblamiento Mesolítico en cierta zona del término inmediata al casco urbano y podrían extender el poblamiento de alguno de los yacimientos -ya conocido y bien datado en la Edad del Bronce- a un Neolítico muy tardío o a una casi inédita Edad del Cobre en la provincia y muy poco representada en la región debido, fundamentalmente, a la eclosión temprana y expansión de la denominada Cultura del Bronce Manchego o de las Motillas.

### Edad del Bronce

La Edad del Bronce en la península ibérica.

Con la llegada de la llamada Cultura del Bronce Manchego, hacia la mitad del III milenio a. C. y en zonas del término municipal con las mejores condiciones y los mejores recursos para la fundación de comunidades más estables; ya se observan restos de la Edad del Bronce en los principales yacimientos, estableciéndose en ellos un continuo poblacional que alcanza, por regla general, hasta época romana. En los casos más representativos la población llega hasta el siglo XV con pervivencias residuales posteriores (Villavachos y Fuente del Espino) o hasta mediados del siglo XX (Sotuélamos).

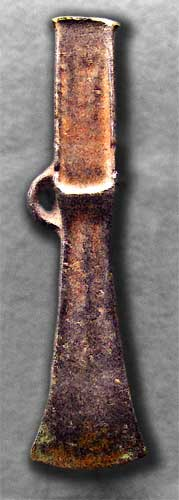
Hacha típica de La Edad del Bronce.

Dentro del término villarrobletano son seis los yacimientos de esta época, de muy diversa tipología (Morras, fortificaciones y poblados medianos), cuya existencia ha sido referida en diversas publicaciones. Abundantes fragmentos de cerámica hecha a mano -algunos tipológicamente tan esclarecedores como restos de queseras del Bronce-, puntas de flecha líticas, molinos de mano y morteros denotan la existencia de estos asentamientos. Los establecimientos poblacionales eran, por regla general, de pequeño o medio tamaño, solían establecerse en lugares elevados desde donde pudieran mantener contacto visual entre sí y, a la vez, poseer un control efectivo sobre el territorio; a pesar de estar separados mantenían fuertes vínculos y relaciones formando parte, quizá, de una misma realidad organizacional que hoy por hoy desconocemos. Conociendo el patrón de poblamiento tan peculiar de esta Cultura (disperso y extensivo), es muy probable que las localizaciones -dentro del término y sus alrededores inmediatos- fueran bastantes más. Sin embargo, también es posible que muchas se hayan perdido para siempre -sin siquiera haber sido descubiertas- debido a las tareas agrícolas, la roturación de amplias zonas de monte y la construcción de infraestructuras (autovías, carreteras, parques eólicos y fotovoltaicos, etc.) muy cercanas a yacimientos conocidos; unidas al absoluto desconocimiento por parte de las Autoridades y los vecinos sobre la existencia de yacimientos y un claro desinterés por la protección del patrimonio, que ha sido denunciado por todos los historiadores de la ciudad desde el siglo XVII.
Los habitantes de estos pueblos comienzan a crear una intensa red de comunicaciones y relaciones (principalmente, paralela a las arterias fluviales) con otros núcleos de población de la Edad del Bronce en términos cercanos como Argamasilla de Alba, las Lagunas de Ruidera, Lezuza, Munera o Tomelloso, que se mantiene hasta época romana y es el origen, en muchos casos, de la extraordinaria red viaria romana de la zona.

## Edad Antigua

### Pueblos prerromanos y Época romana

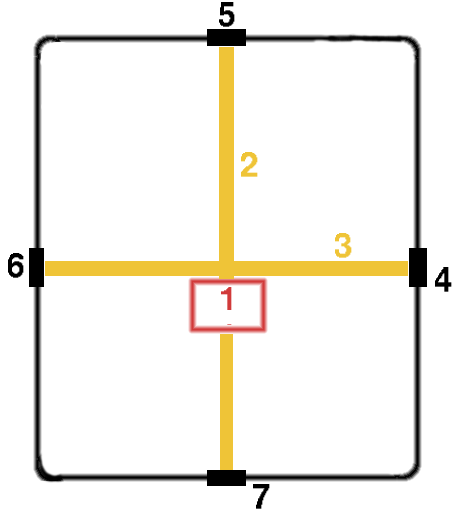
Plano idealizado de un Castrum.

La situación geográfica y el devenir histórico de Villarrobledo y su término han determinado que siempre haya estado en posición fronteriza y sujeto a diversas adscripciones administrativas. Respecto a los límites de los pueblos prerromanos no existen aún estudios definitivos y, en ese sentido, Villarrobledo goza de una posición privilegiada pues puede darse la paradoja de que hoy convivan dentro de su término poblamientos Celtíberos, Oretanos, Bastetanos o Carpetanos; si bien, sin un estudio detallado y comparativo de los distintos yacimientos del término para esta época, es difícil determinar claramente a qué pueblo pertenecía cada uno de los núcleos de población existentes. Es muy factible que las fronteras en aquella época se fijaran en torno a accidentes geográficos que, en principio, actuarían como límites de expansión y control de un pueblo u otro. Así, grosso modo, podemos intuir que el tercio sur del término (más montuoso y dentro del Campo de Montiel) pudo pertenecer más claramente a la Oretania; una estrecha franja entre el límite oeste y el río Córcoles pudo ser parte de la Carpetania o estar dentro de su zona de influencia mientras que el límite norte sería parte de Celtiberia y el oeste de Bastetania.

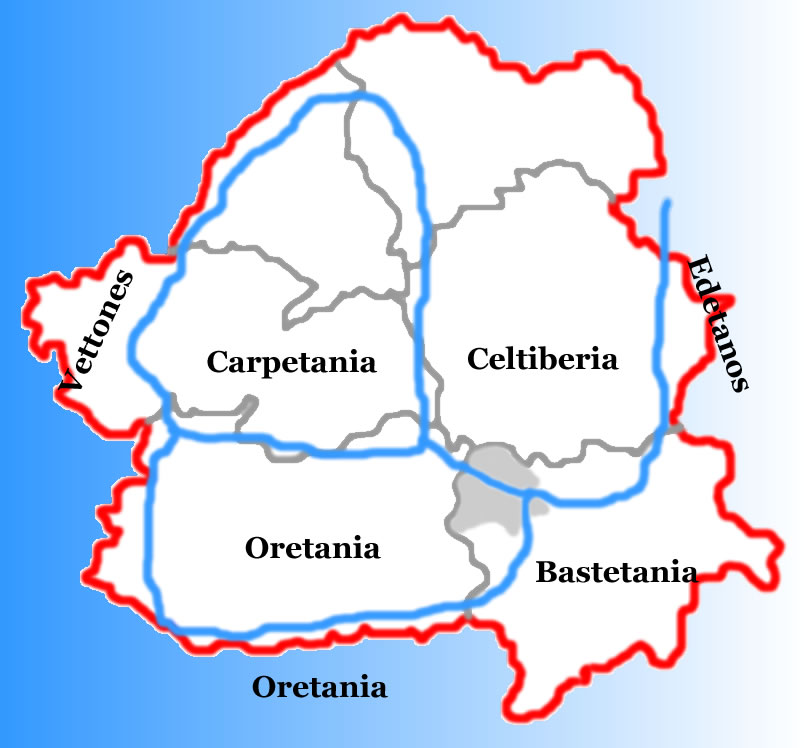
Villarrobledo en relación con los Pueblos Prerromanos de la Meseta Sur, según la propuesta de González- Conde.

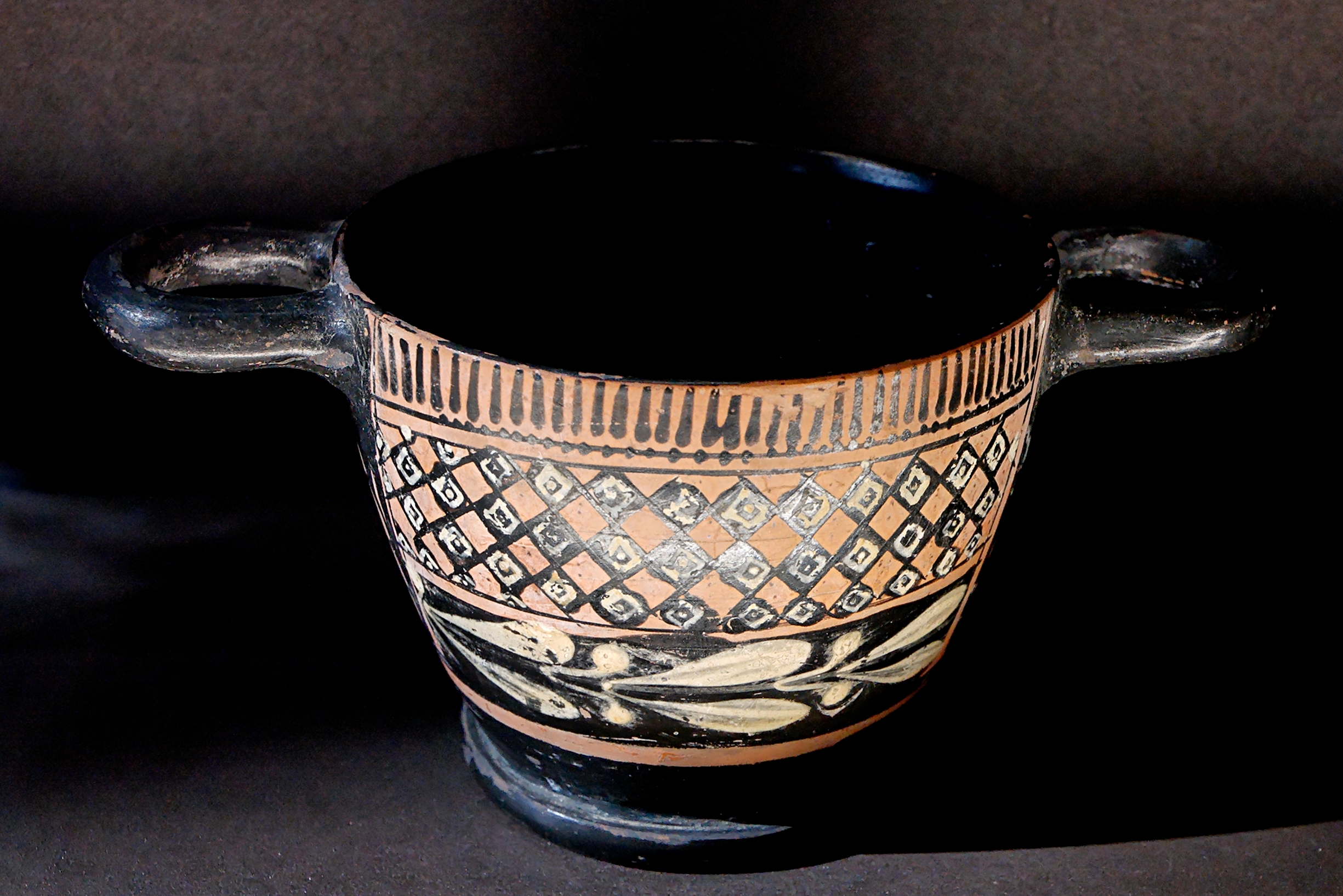
Cerámica Ática de importación, estilo Saint-Valentine.

Los restos de esta época se localizan en torno a los dos principales cursos fluviales: Córcoles- Sotuélamos y Valdelobos, si bien no se ha realizado una exploración exhaustiva del entorno del río del que ambos son eferentes, el Záncara. Existen asentamientos de todo tipo: desde pequeñas mansio hasta núcleos de aspecto urbano. El gran núcleo de población, prácticamente de toda la comarca, en Época Antigua está ubicado al sur del término, en un complejo arqueológico que forman varios parajes contiguos donde se han hallado:
- Dos de los yacimientos Musterienses citados.[14]
- Varios asentamientos de la Edad del Bronce y Primera Edad del Hierro.
- Restos íberos de un poblado fortificado ocupado desde la Edad del Bronce hasta su destrucción en el s III antes de Cristo y otro poblado vecino a escasa distancia,[15] de la misma época que el anterior aunque alarga su existencia hasta las primeras Taifas.
- Restos de una Villa romana en un yacimiento y otras estructuras visibles en otro; las más notables son una cuya planta absidiada recuerda a una terma o una basílica y otra de casi una hectárea de superficie, ambas de anchos muros, que puede ser un Castellum.
- Abundantes restos de calzadas y otras infraestructuras viarias e hidráulicas romanas. Paralela a una de ellas existió un ancho muro.

La extraordinaria concentración de yacimientos en tan poco terreno, la riqueza de los materiales cerámicos encontrados en algunos de ellos y la existencia de grandes infraestructuras viarias e hidráulicas, poco justificables en un emplazamiento menor, han llevado a algunos autores, recogiendo una tradición secular villarrobletana, a sugerir que la ciudad ibero-romana de Laminio, documentada históricamente pero cuya localización exacta es un misterio y fuente de grandes controversias, está enterrada en algún lugar de este interesante complejo arqueológico o en sus cercanías. Otras propuestas, al contrario, sugieren que la antigua Urcesa celtíbera y romana sería la población correspondiente a los términos de El Provencio y Villarrobledo. Lejos de ser incompatibles ambas teorías pueden resultar ciertas pues, como vimos, el actual término podía formar parte de distintas regiones prerromanas (Oretania al sur y Celtiberia al norte), de diversos orígenes étnicos y hasta con distintas lenguas.
Abundando en ambas tesis, en el amplio término municipal y aledaños existen otros yacimientos que testimonian asentamientos desde la Edad del Hierro, más o menos extensos y pervivientes en el tiempo, así como restos diversos de calzadas y puentes (especialmente sobre el río Záncara y Córcoles) romanos, lo que sugiere que la zona fue en tiempos un importante nudo de comunicaciones (hasta bien entrado el Renacimiento), además de ser zona fronteriza de las distintas regiones prerromanas.
Históricamente, está documentada en la llamada (y discutida) Hitación de Wamba la existencia de la población visigoda de Lila (otros autores la llaman "Liba", "Lipa" o "Belida") cuya iglesia estaba adscrita al Obispado de Ercávica (Santaver cerca de Cañaveruelas, Cuenca) (600 al 693). Algunos historiadores la sitúan en las Casas de Lipa -paraje de La Elipa, a 10 km al sur del centro urbano- . No obstante, este extremo no se ha podido confirmar con hallazgos arqueológicos de esa época, aunque existen vestigios prerromanos y romanos, restos de una vía romana y algunos microtopónimos de la zona (Lipa, Valdelobos) tienen origen ibero. No deja de ser paradójico que sea Libana otra de las poblaciones antiguas de las que se conoce su nombre y cuya ubicación actual es desconocida, pero se estima que debió estar por la zona.
Laminio, Libana, Lila o Urcesa no son las únicas cuya reducción geográfica se ha querido situar en Villarrobledo: Jean Doujat hispanista y estudioso de la obra de Tito Livio situó en ella la antigua Anitorgis, población prerromana ocupada por Asdrúbal Barca en cuyas cercanías se produjo una importante batalla, en el marco de las guerras púnicas, entre los Cartagineses y las tropas romanas comandadas por Cneo Cornelio Escipión Calvo, con importante victoria para las tropas africanas. Existen muy pocos indicios racionales que demuestren que esto sea así.
En resumen, para la época prerromana y romana existen bastantes e interesantes líneas de actuación, además de hipótesis muy sugerentes, pero nulo contraste arqueológico serio.

### Época Hispanomusulmana

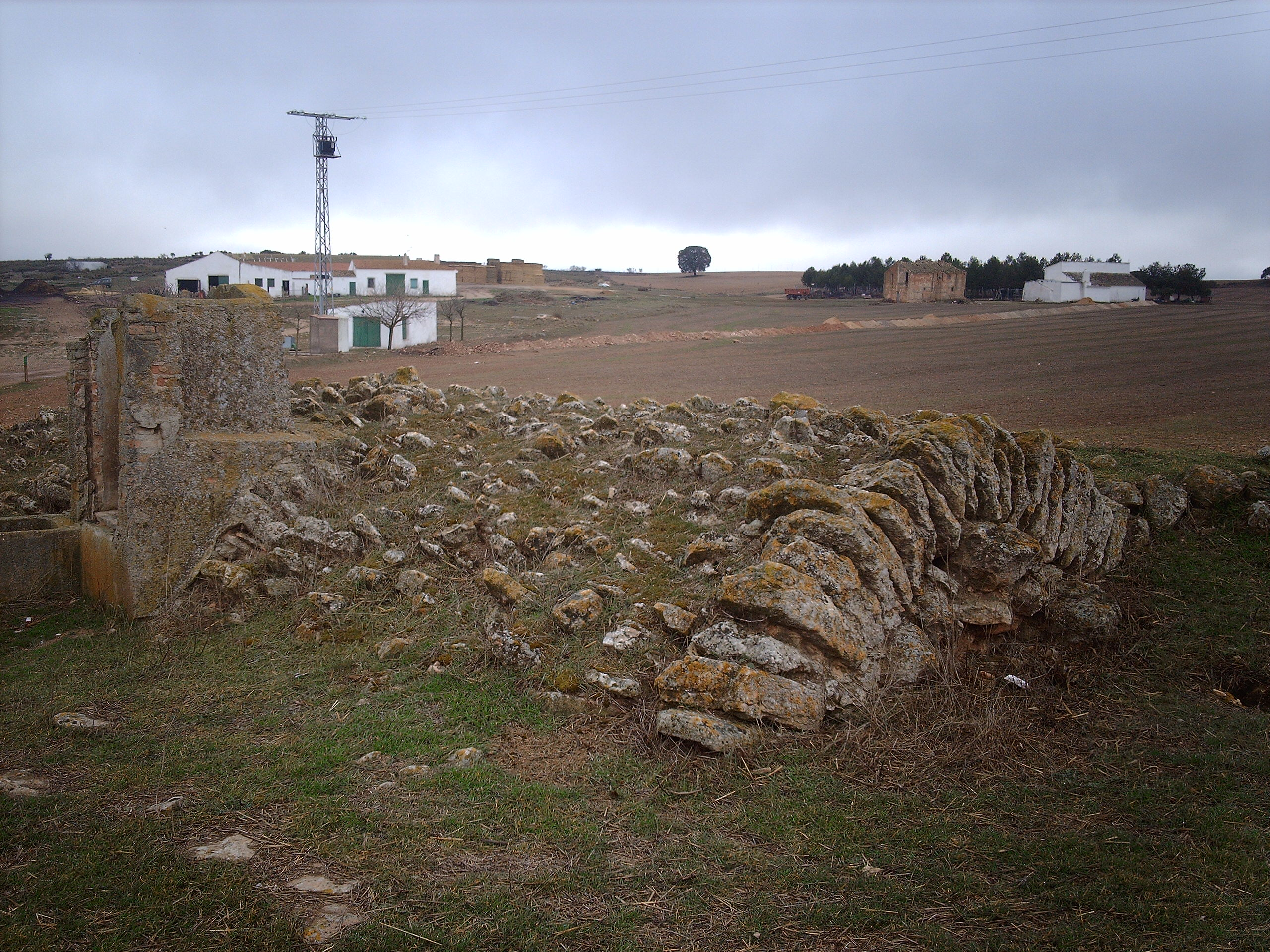
Aljibe de Moharras.

La existencia de topónimos de posible origen árabe (Alcolea, Almedina, Almorchones, Barajas, Cabalgador, Calaverón, Jaraba, Jarcejil, Malagana, Moharras, etc.), referentes al mundo musulmán (Rincón del Moro, Cueva del Moro, La Moranchela...) así como los restos de norias, aceñas o aljibes tipológicamente hispanomusulmanes, la pervivencia de usos agrícolas de origen arábigo (huertas), hacen presuponer una mayor presencia musulmana de la que habitualmente se piensa, en los momentos previos a su fundación. Existe una especial concentración de estos indicadores en torno a las vías de comunicación más antiguas y, sobre todo, en la parte norte del término. Algunos autores han afirmado la existencia de una aljama anterior a 1292 y diversas tradiciones y leyendas sin contraste documental o arqueológico, y por ello dignas de poco crédito, indican que la parte más primitiva de San Blas pudo edificarse sobre una pequeña fortaleza árabe, aprovechando parte de ella
La zona quedó casi desértica en esta época: de poseer varios núcleos de población de distintos tamaños en época romana (algunos de ellos habían tenido población casi ininterrumpida desde la Edad del Bronce) pasó a su completa ruina en tiempos de la Invasión Musulmana y la Reconquista. Los avances y retrocesos de las campañas unidas a la excepcional comunicación de la zona paso obligado entre Cuenca y Granada (Camino Real de Granada- Cuenca) y Toledo y Murcia (Camino Real de Toledo- Reino de Murcia), hicieron poco recomendable vivir en una zona afectada por el continuo trasiego de tropas cristianas y musulmanas, las razzias, los avances y contraavances. Las condiciones geográficas del término, dominado por la llanura, complicaban más aún la situación y la escasa población, ya muy diezmada y en franco declive, quedó reducida a los lugares mejor defendidos, emigró o pereció en una de las múltiples refriegas. La reconquista definitiva fue en 1213 con la caída de Alcaraz del lado castellano a manos de Alfonso VIII.

## Fundación de la ciudad
| Año               | Nombres                           |
| ----------------- | --------------------------------- |
| 1294              | Robrediello                       |
| 1318              | Robrediello                       |
| 1330              | Robledillo                        |
| 1436              | Robledillo                        |
| 1454              | Villa-Robledo                     |
| 1476- siglo XVIII | Villa de Villa-Robledo de la Vega |
| Actual            | Villarrobledo                     |

### Etimología del nombre
Aunque el aspecto actual del nombre ofrece bien pocas dudas sobre su significado ("Lugar donde hay robles") tanto la peculiar transformación que ha sufrido desde Robrediello a Villarrobledo, confirmada históricamente, como la singularidad que supone la presencia de robles en estas latitudes, dejan abierto su posible significado primigenio.
El primer nombre (Robrediello, siglos XIII y XIV) no alude tanto a una concentración de robles como a un solo ejemplar -relevante por algún motivo, quizá por su propia rareza- lo que difícilmente casaría con la tradición historiográfica que sitúa el Villarrobledo del siglo XIII en un espeso robledal. Se puede plantear cierta confusión de los primeros repobladores al nominar roble lo que serían carrascas o encinas (igualmente de la familia Quercus), también difícilmente asumible puesto que provenían del Norte de España, zonas donde sí hay robles. Para enmarañar más la situación, existen discrepancias acerca de dónde estuvo el primer asentamiento medieval. La lógica y la tradición historiográfica lo sitúan en torno a la actual Plaza Vieja; sin embargo, la propia tradición es confusa sugiriendo un asentamiento en torno a la Vega de San Cristóbal. Otra cuestión más de discrepancia es el hecho de estar documentada históricamente la existencia de un robledal, aunque en fechas más tardías (En torno a 1520) y algo más al sureste de la ciudad actual (casi al límite con el término de Munera).

### Villarejo de San Nicolás

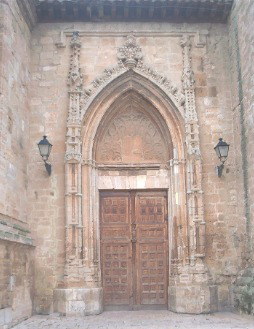
Puerta Gótica de la iglesia de San Blas.

Desde la obra de Blas Franco Fernández hay cierto consenso en considerar el año de 1292 como el de la fundación de Villarrobledo. Según esta tradición historiográfica, Juan Martínez de la Plaza y su familia  se establece en dicha fecha en un espeso robledal -también poblado por abundantes carrascas y rodeado de fértiles vegas y humedales- que acabaría convirtiéndose en el actual emplazamiento urbano. A este primer vecino le siguieron otros seis parientes y amigos con sus respectivas familias.
Estos primeros habitantes provenían del cercano y hoy desaparecido Villarejo de San Nicolás que llegó a tener 60 vecinos, iglesia y romería, y fue fundado (más bien repoblado, pues existen indicios de ocupación allí en época romana) a mediados del siglo XIII (sobre 1240) por la ciudad de Alcaraz con el fin de apuntalar el límite norte de su amplio Alfoz. Al tiempo, y a solicitud del Maestre de Santiago se repobló en sus inmediaciones un antiguo emplazamiento ibérico, el Villarejo de San Bartolomé (o Villarejo Rubio), también desaparecido hoy en día.
El hecho de ser ambos Villarejos posiciones avanzadas y fronterizas de sus respectivos (y enemigos) señoríos, y sus condiciones limítrofes, a su vez, con el Señorío de Alarcón; dotaban a la zona de un importantísimo valor estratégico a la vez que ocasionaba múltiples desavenencias y disputas. Esta tensión se vio agravada en 1294 por la salomónica Providencia Real que obligaba a compartir pastos y agua de un mismo pozo situado en el límite de ambos pueblos; en este documento estampa su firma el primer vecino del que existe constancia histórica: Don Gilen, clérigo del Robrediello. En 1298, cansadas de tantas agresiones y escaramuzas (a veces auténticas batallas), las Cortes de Fernando IV dictaron una providencia mediante la cual se ordenaba separar a ambos Villarejos a no menos de 1 legua en direcciones opuestas a sus emplazamientos primigenios, originando las actuales localidades de Villarrobledo -Villarejo de San Nicolás- y la localidad ciudadrealeña de Socuéllamos -Villarejo Rubio o de San Bartolomé- en sitios donde existían vestigios de poblaciones antiguas (probados en el solar socuellamino y razonablemente supuestos en el villarrobledense).

### Robledillo o Robrediello
Entre 1292 y 1298 se completó la mudanza y el núcleo formado originalmente por Juan Martínez de la plaza se convirtió en una aldea de Alcaraz de 64 vecinos (unos 300 habitantes), dependiente del Arzobispo de Toledo, llamada Robledillo o Robrediello. Se ha confundido, por parte de algunos autores, esta población con otra histórica como Robledillo de Záncara, de nombre muy similar y muy cercana, pero que perteneció a Las Pedroñeras.
Durante todo el siglo XIV la aldea fue prosperando y creciendo en número de habitantes a lo que contribuyó el trabajo de aquellos primeros vecinos y la fertilidad de aquellas tierras, lo que atrajo abundante población de lugares cercanos que se instalaron en ella. En 1294 se amojonaron definitivamente los términos de Alcaraz (Villarrobledo) y la orden de Santiago (Socuéllamos) -a pesar de que existen precedentes de 1275- con la misma partición vigente hasta hoy y que sirve de límites entre las provincias de Albacete y Ciudad Real. De manera análoga, en 1318 (1356 de la era Hispánica) se fijaron los límites entre el Señorío de Alarcón y el Alfoz de Alcaraz, partición que fija los límites de las provincias de Cuenca y Albacete. Otra cuestión notable es que, ya en 1318, existe una de las referencias históricas más antiguas a los caminos del término (Robrediello- El Provencio).
En 1330 (1368 de la era), con motivo del amojonamiento del término y señorío de Minaya se vuelve a citar a Robledillo, nuevamente a través de un camino existente Minaya- Robledillo.

## Primeros privilegios

### Villa- Robledo

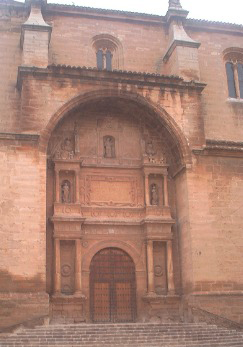
Puerta Renacentista de la iglesia de San Blas, de la Escuela de Andrés de Vandelvira.

Durante los siglos XIV y XV, experimentó un despegue demográfico espectacular, absorbiendo población de múltiples núcleos vecinos. Por su desarrollo y crecimiento y en agradecimiento a ciertos servicios prestados a la Corona, Juan II de Castilla la hizo Villa independiente de Alcaraz hacia 1440 (según otros autores con menos fundamento, en 1407, 1412 o después de 1419) pasando a llamarse Villa del Robledo y a gozar de los privilegios que su nuevo estatus le suponía. Aunque el documento original de tal privilegio se ha perdido, existen testimonios históricos acerca de su existencia.
Este Rey hizo merced de la población al Conde de Paredes, Don Rodrigo Manrique - a la sazón, padre de Jorge Manrique- según Carta de Privilegio de 20 de diciembre de 1436 y confirmada el 6 de abril de 1437, en la que se incluía dentro de la concesión de los Cinco Villares (o cinco "lugares"), para premiar sus méritos en los combates contra los musulmanes (conquista de Huéscar, en 1434). Don Rodrigo le concedió el privilegio de villazgo. Que la villa pasó a manos de Manrique y después a manos de Juan Pacheco es un hecho ratificado por la propia Reina Isabel la Católica. En este documento se utiliza la denominación de "lugar" para el Robledo. Si ese Robledo (cosa que no está clara) fuese el Robrediello histórico, es la única ocasión en que así se le denomina en documentación antigua.
Don Rodrigo, que posteriormente se posicionaría en contra de Juan II y a favor de los infantes de Aragón, la gobernó con su jurisdicción y señorío hasta que a los pocos meses de morir el monarca, en 1454, la vendió por 500 000 maravedís a Don Juan Pacheco, Señor de Belmonte y Marqués de Villena de quien su rey parece que llegó a decir en 1471, con motivo de la cesión de Alcaraz, que "le encantaría ser el dueño del mundo para saciar la enorme ambición de su vasallo Juan Pacheco".

### Aldea de Villa-Robledo
...nos fecistes relación que el Rey Don Juan, nuestro Señor e padre,... ovo aparatado e essemido de la juresdiscion de la Cibdad de Alcaraz essa dicha Villa e la ovo fecho Villa por si e fizo merced della al Maestre Don Rodrigo Manrique, el qual dicho Maestre desis que la ovo vendido a Don Joan Pacheco, Maestre que fue de Santiago, e el dicho Maestre diz que la fizo Aldea de la Villa de Belmonte...
Reyes Católicos, Privilegios de la Villa de Villa-Robledo de la Vega.

Don Juan Pacheco convirtió nuevamente a la villa en aldea, esta vez de Belmonte (Cuenca), como se puede leer en las Cartas de Privilegio otorgadas por los Reyes Católicos, conservadas en el archivo histórico municipal. La fecha de esta pérdida de privilegio pudo ser en 1471 cuando la ciudad de Alcaraz, durante largo tiempo ambicionada por el Marqués de Villena, cae en manos de Juan Pacheco. Es posible que Don Juan tratara de reorganizar administrativamente su territorio o castigar a unos villarrobletanos que se habían posicionado a favor de su antigua capital; o bien puede que Alcaraz, al contrario, hubiera hecho valer su antiguo privilegio sobre Villa- Robledo.
Los villarrobletanos debieron asumir muy mal el oprobio de perder sus privilegios y ser anexionados a un señorío tradicionalmente enemigo. Sin embargo, encontraron muy pronto la ocasión para vengarse de todo ello, espoleados por un Jorge Manrique que trataba de restablecer el esplendor que había alcanzado el señorío de su padre.

## Restitución del Villazgo

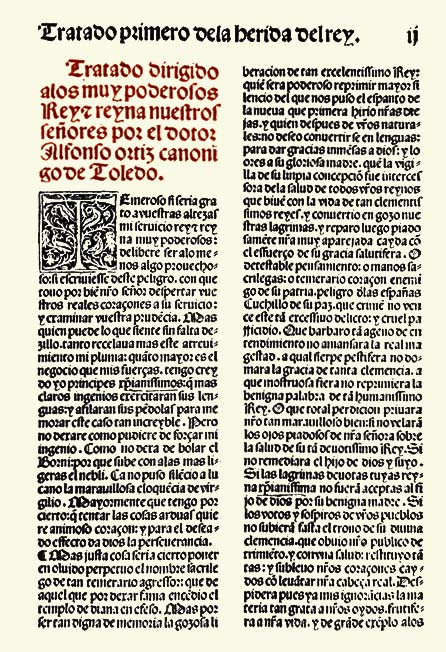
Tratados del doctor Alonso Ortiz 1493

### Villa-Robledo de la Vega
En 1475 los villarrobletanos se levantan en armas contra el Marqués de Villena y a favor de los Reyes Católicos, monarcas a los que apoyaron -monetariamente, en especies y con numerosos efectivos humanos para sus ejércitos- de manera leal y reiterada: contra Juana la Beltraneja y en la Guerra de Granada, principalmente, donde Pedro de Vaca comandó una expedición compuesta por voluntarios de la comarca. Estos hechos le sirvieron a la entonces aldea de Villa-Robledo para ser nuevamente reconocida con el villazgo y sus privilegios inherentes, pasando a denominarse Villa de Villa- Robledo de la Vega -denominación extendida hasta bien entrado el siglo XVIII y que se ha perdido hoy aunque parece que de modo no oficial- y siendo incorporada al Patrimonio Real, de manera definitiva y con la condición de no ser nunca más enajenada. El título de villa fue otorgado por reales Cédulas de 20 de agosto y 14 de noviembre de 1476. Algunos de los personajes más destacados de la Historia de la ciudad nacen en esta época como Alonso de Robledo, Pedro Ortiz, Blas Ortiz y, sobre todo, Alonso Ortiz. También nació María Almansa Pacheco madre y primera profesora de Alonso Cano, de hecho la familia abandonó la ciudad para instalarse defininitivamente en Granada tres meses antes del nacimiento del genial artista.
En torno a estas fechas también se produjo un hecho muy poco conocido y estudiado dentro de la Historia de Villarrobledo, el saqueo e incendio de la localidad por parte de Muley Hacén. Quizá esta acción de pillaje fuese ejecutada aprovechando la convulsión existente en la zona por la guerra de sucesión castellana y , seguramente, influyó en la decisión del Concejo de enviar un importante contingente local a la Guerra de Granada.
Como vemos, en general, la relación y adhesión de Villarrobledo a los Reyes Católicos hubo de ser muy estrecha por la presencia de villarrobletanos influyentes en la corte, el apoyo monetario y humano mutuo en diversos hechos bélicos, todo ello le supuso a la flamante (otra vez) nueva villa un desarrollo y un despegue demográfico, cultural y económico sin precedentes en su historia.

### La época dorada
Durante el siglo XVI y hasta mediados del XVII, la Villa vive uno de sus momentos de esplendor y despegue demográfico y económico que cristaliza en la erección de obra civil y religiosa muy diversa como: las Arcadas del Ayuntamiento, el Rollo, los Pósitos, los Conventos de San Francisco, Las Claras, San Bernardo y Las Carmelitas. También se certifica en esta etapa la ampliación definitiva de su término, auspiciada por Felipe II y sancionada en 1557, con un precedente en 1543 donde, con motivo del enésimo pleito entre Villarrobledo y Alcaraz, se fija con claridad meridiana y una minuciosidad asombrosa el que es el actual límite del término municipal. Pareja a esta ampliación surge la consiguiente "fiebre" roturadora que cambió para siempre su tradición ganadera. Esos favores reales son debidos, en parte, a la tremenda oportunidad que vuelven a demostrar los villarrobletanos a la hora de prestar servicios a Carlos I contra los Comuneros, a Felipe II y a Felipe III y Felipe IV, en sus campañas en los Países Bajos y para atajar las sublevaciones de Portugal y Cataluña.
En esta etapa (1586) Villarrobledo es añadido al Corregimiento de San Clemente, junto a otras 17 villas, en la histórica Provincia de La Mancha Alta hasta 1702, salvo un breve lapso de tiempo en que se querelló contra la villa de San Clemente y pasó, momentáneamente, al Corregimiento de Chinchilla.

## La decadencia
Durante el siglo XVII Villarrobledo sufre una catástrofe demográfica sin precedentes llegando a perder cuatro quintas partes de su población en menos de cuatro décadas. Entre 1610 y 1649 pasa de tener 15000 habitantes a apenas 3000. Grandes zonas del núcleo urbano quedan absolutamente despobladas y sus edificaciones en ruinas, formándose las llamadas veguitas o bolsas de zonas vacías rodeadas de población cuyo recuerdo ha quedado perpetuado en el nombre de algunas calles como la de la Veguita de la Soledad.
Algunos autores han apuntado los motivos del éxodo poblacional (principalmente hacia Andalucía y Murcia).
La población se va recuperando muy lentamente, volviéndose a alcanzar de nuevo el nivel de los 15000 habitantes, casi tres siglos después, a mediados de la década de los 20 del siglo XX

## SigloXIX

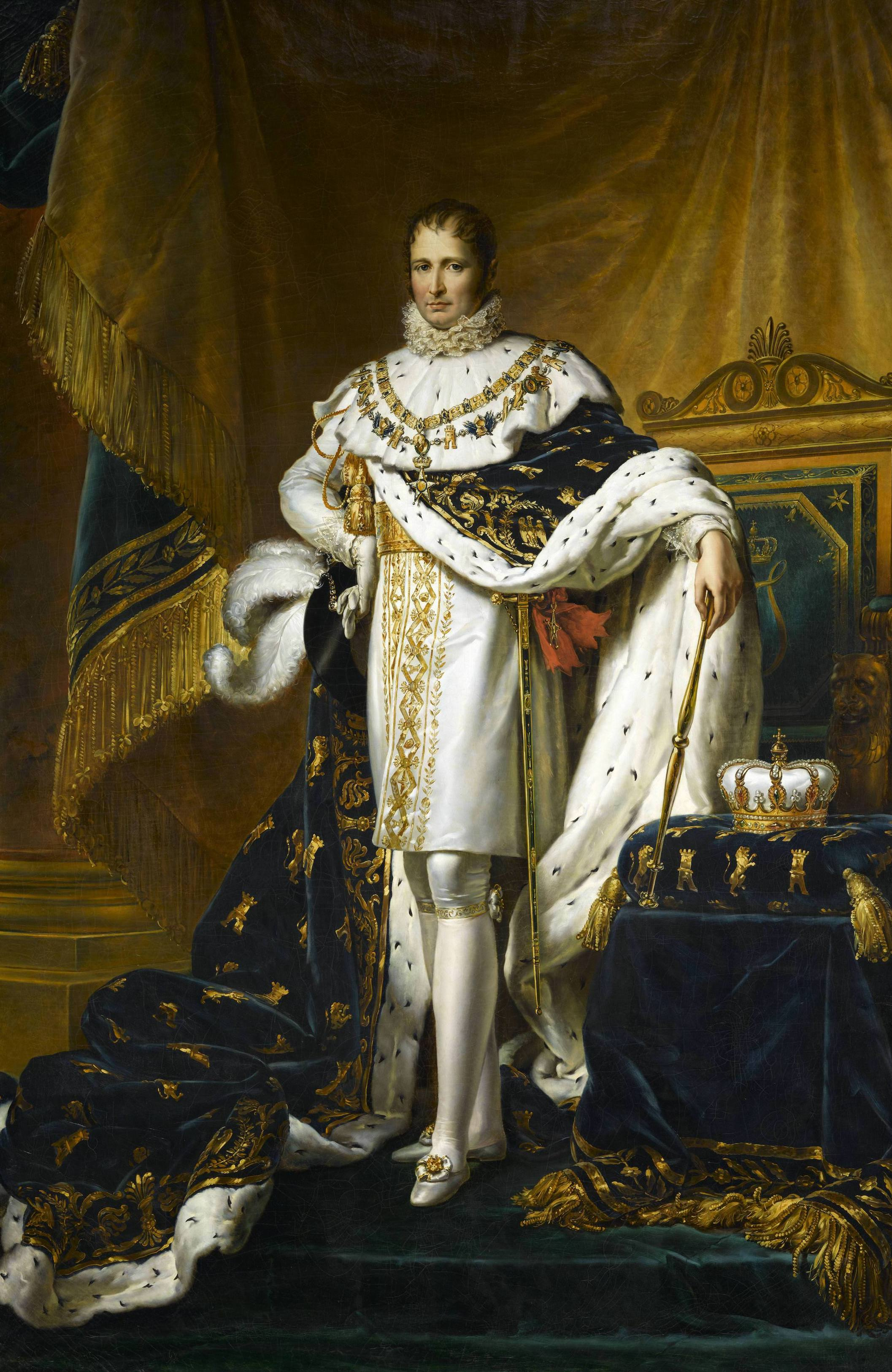
José I de España

Es en el siglo XIX cuando Villarrobledo  vuelve a ser testigo de hechos de cierta relevancia que trascendieron sus fronteras. Entre los años 1808 y 1814 se produce la Guerra de la Independencia Española que vivió en la Villa algunos de sus episodios: El 27 de octubre de 1808, como consta en la placa conmemorativa situada en el Ayuntamiento de Villarrobledo, el Pleno proclama su lealtad a Fernando VII.

EL 27 DE OCTUBRE DE 1808, VILLARROBLEDO,
LEAL A FERNANDO APRISIONADO,
POR SU REY HA PROCLAMADO CON APLAUSO GENERAL
Proclamación de lealtad a Fernando VII (1808)

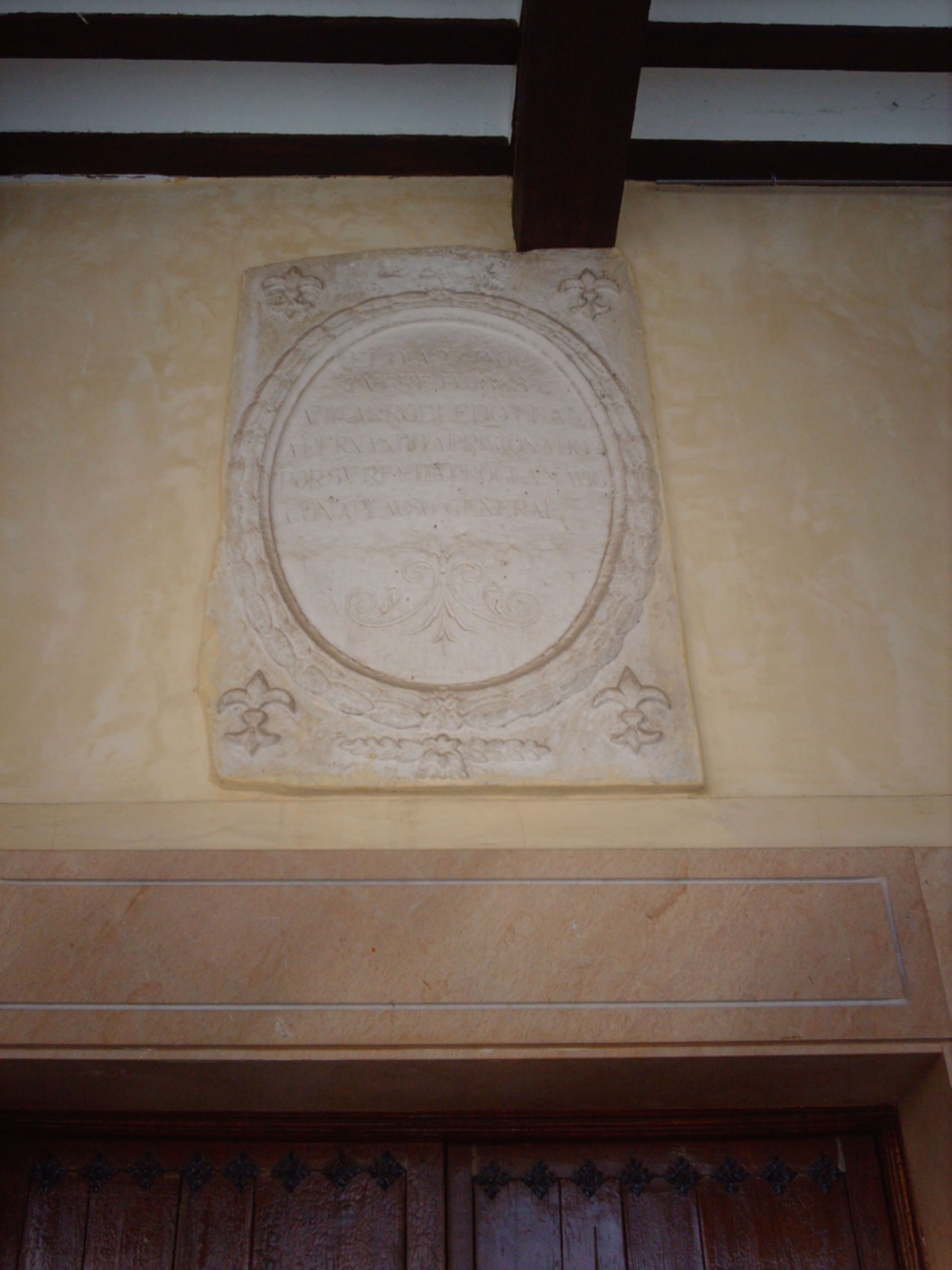
Puerta lateral derecha: Placa conmemorativa de la declaración de lealtad a Fernando VII (1808)

En 1810 (5 de septiembre y 8 de diciembre) las tropas francesas toman la villa, efectuando saqueos y desórdenes. Previamente (en mayo de ese mismo año) se habían incautado de 12 arrobas de plata de la Iglesia de San Blas. El acantonamiento de tropas en la ciudad no sólo esquilma notablemente sus recursos, sino que afecta seriamente a los de poblaciones cercanas como Munera que, en un llamamiento dramático, comunica a las tropas francesas que no puede contribuir más a su causa y emplaza a las tropas a que entren en la población, por la fuerza, a arrebatarles lo poco que les queda.
En 1812 (16 y 17 de marzo) se produce una acción bélica, dentro de la villa, entre tropas francesas y las tropas del Comandante del Escuadrón Franco de húsares de Valdepeñas Francisco Abad "El Chaleco", con el resultado de varias bajas del lado francés, abundantes prisioneros y gran incautación de material bélico y víveres. Ese mismo año (del 17 al 20 de agosto) en la huida de toda su Corte hacia Valencia, la ciudad recibe a uno de sus visitantes más ilustres: José I Bonaparte. En la ciudad es donde se concentraron el Convoy real y las tropas francesas que venían desde Madrid por caminos separados. La intención del Rey, desde su Cuartel General en Villarrobledo, era recomponer sus ejércitos:

... Aos 18 d'Agosto, El-Rey tinha ainda o seu Quartel-general em Villa Robledo. A intençao de SM era unir os corpos do exercito do centro, segundo as circumstancias, ou com o exercito do sul, ou com о exercito d'Aragao, e pelejar contra os Inglezes com vantagem...
DA COSTA, H. J. Correio Braziliense ou Armazem Literario (1812)

El propio José Bonaparte, en sus memorias, rememora su estancia en la Villa. Se sabe que pernoctó en la Casa del Curato o de Blas Domínguez (hoy desaparecida y edificado en su solar un espantoso bloque de viviendas), aunque los asuntos reales se debieron despachar desde un Ayuntamiento villarrobletano convertido en Corte por tres días. En su partida, el Ejército y el Convoy Real, hicieron gran acopio de víveres, esquilmando nuevamente una ciudad que desde 1809, por la fuerza o de buen grado, estuvo manteniendo a ambos contendientes.
En 1836 se produce la Batalla de Villarrobledo. Constituyó el mayor revés que sufrió el General Don Miguel Gómez Damas en su expedición pues a las enormes bajas hay que sumar la pérdida casi completa de su caballería, 2000 fusiles y bastante munición. No se registraron bajas civiles a pesar de que las murallas que, aun por entonces, tenía la ciudad se vieron seriamente afectadas.
Este siglo tan azaroso concluye en 1898 de la peor manera posible: durante el transcurso de una Huelga revolucionaria (el 8 y 9 de mayo) diversos desórdenes y atentados. El resultado más notable de los disturbios fue incendio que destruyó las Oficinas de Consumo y otras dependencias del Ayuntamiento.

## Censo histórico
El censo no se hacía todos los años, ni siquiera cada decenio, se calculaba cuando era preciso para ciertos asuntos y, en ocasiones, se expresaba redondeando la cifra. Llama poderosamente la atención la discutidísima cifra de 20 000 habitantes en 1490 (a todas luces descabellada) que proporciona Agustín Sandoval Mulleras (recogiendo la mala interpretación que realizó el Padre de la Cavallería y Portillo en 1751 de la obra de Blas Franco de 1675); si hacemos caso a ese dato resultaría ser una de las Villas más pobladas del Reino de Castilla. Sin embargo, recientes investigaciones han encontrado referencias poblacionales de 600 vecinos (2700 habitantes) hacia 1520 (Hernando de Colón) y 1618 vecinos (7281 habitantes) hacia 1590, cifras bastante más lógicas y coherentes con las anteriores y posteriores a esas fechas que desmienten tan disparatada cifra. Como quiera que en 1557 se amplia el término y posiblemente la Villa absorbe núcleos de población y alquerías colindantes, además de otros procesos documentados, se explica ese bum demográfico
| Gráfica de evolución demográfica de Historia de Villarrobledo entre 1292 y 1898                                          |
| |
| Fuente.- "Historia de mi Pueblo"- Sandoval Mulleras, A. Modificado por Plaza Simón A.- Elaboración gráfica por Wikipedia |